# Cherval
Cherval – miejscowość i gmina we Francji, w regionie Nowa Akwitania, w departamencie Dordogne.
Według danych na rok 1990 gminę zamieszkiwało 310 osób, a gęstość zaludnienia wynosiła 17 osób/km² (wśród 2290 gmin Akwitanii Cherval plasuje się na 870. miejscu pod względem liczby ludności, natomiast pod względem powierzchni na miejscu 602.).